# جو ماكمانوس
جو ماكمانوس (بالإنجليزية: Joe McManus)‏ هو لاعب كرة قاعدة أمريكي، ولد في 7 سبتمبر 1887 في بالميرا في الولايات المتحدة، وتوفي في 23 ديسمبر 1955 في بيكلي في الولايات المتحدة.

## وصلات خارجية
- جو ماكمانوس على موقعبيزبول رفرنس.كوم (الدوري الرئيسي) (الإنجليزية)
- جو ماكمانوس على موقعبيزبول رفرنس.كوم (الدوري الثانوي) (الإنجليزية)